# Одометрический тест
Одометрический тест (от древнегреческого οἰδέω oidéō, «набухать» что также дало начало английскому слову oedema) также метод компрессионного сжатия, консолидационные испытания (когда в ходе теста испытывают глины) — испытание грунтов для определения свойств консолидации грунта коэффициента консолидации {\displaystyle C_{v}}, коэффициента фильтрации ({\displaystyle K}) а также деформационных характеристик {\displaystyle E} и {\displaystyle E_{r}} (первичное и вторичное загружение соответственно), OCR, коэффициенты механической и фильтрационной анизотропии. Испытания методом компрессионного сжатия проводят в компрессионных приборах (одометрах), исключающих возможность бокового расширения образца при его нагружении вертикальной нагрузкой.
При испытаниях глин образец грунта, помещенный в цилиндрическое и жесткое кольцо, сжимается под действием статической нагрузки. Образец почвы может быть приготовлен ненарушенным так и нарушенным. Загрузка осуществляется поэтапно. Всего на шести уровнях создается давление 0,25, 0,50, 1,0, 2,0, 4,0 и 8,0 кг/см2 соответственно. Образец почвы имеет диаметр 7 см и высоту 19 мм. Конечная нагрузка составляет примерно 308 кг. Нагрузки применяются с помощью рычажной системы. 
Одометрические испытания предназначены для имитации одномерной деформации и условий дренажа, с которыми грунты сталкиваются в полевых условиях. Образец почвы в одометрическом тесте обычно представляет собой круглый диск с отношением диаметра к высоте примерно 3:1. Образец удерживается в жестком ограничивающем кольце, которое предотвращает боковое смещение образца грунта, но позволяет образцу набухать или сжиматься в вертикальном направлении в ответ на изменения приложенной нагрузки. К верхней и нижней сторонам образца прикладывают известные вертикальные напряжения, обычно с использованием свободных грузов и плеча рычага . Прикладываемое вертикальное напряжение варьируется и измеряется изменение толщины образца.
Весь образец погружают в воду, чтобы предотвратить высыхание. Образцы насыщенного грунта демонстрируют явление консолидации, при котором объём грунта постепенно изменяется, что дает отсроченный ответ на изменение приложенных ограничивающих напряжений. Обычно это занимает несколько минут или часов в одометре, и регистрируется изменение толщины образца во времени, обеспечивая измерения коэффициента консолидации и проницаемости грунта.

## История
Тесты были впервые проведены Фронтаром в 1910 году. Тонкий образец (толщиной 2 дюйма и диаметром 14 дюймов) вырезали и помещали в металлический контейнер с перфорированным дном. Затем этот образец постепенно загружали через поршень, позволяя достичь равновесия после каждого приращения. Для предотвращения высыхания глины испытание проводили в помещении с повышенной влажностью.
Карл фон Терцаги начал свои исследования в 1919 году в Роберт-колледже в Стамбуле. Благодаря этим экспериментам Терзаги начал развивать свою теорию консолидации, которая была опубликована в 1923 году. Массачусетский технологический институт сыграл ключевую роль в ранних исследованиях консолидации. И Тердзаги, и Артур Касагранде работали в Массачусетском технологическом институте: Тердзаги с 1925 по 1929 год и Касагранде с 1926 по 1932 год. За это время совершенствовались методы испытаний и аппаратура для испытаний на консолидацию. Вклад Касагранде в метод испытаний включает «метод Касагранде» для оценки давления предварительного уплотнения образца естественного грунта. Исследования были продолжены в Массачусетском технологическом институте в 1940-х годах Дональдом Тейлором .
И Британский институт стандартов, и ASTM стандартизировали методы тестирования. ASTM D2435/D2435M-11 охватывает одометрические испытания при возрастающей нагрузке. ASTM D3877, ASTM D4546 и AASHTO T216 также предоставляют соответствующие процедуры для проведения других подобных тестов для определения характеристик консолидации грунтов. BS 1377-5:1990 является соответствующим британским стандартом для испытаний одометров; более широкая серия BS 1377 также содержит справочную информацию и практические рекомендации по подготовке образцов для различных геотехнических исследований. Существует также два стандарта ISO по испытаниям одометров: ISO 17892-5:2017 по испытаниям одометров с инкрементной нагрузкой; и BS EN ISO 17892-11:2019 охватывают различные методы испытания грунта на проницаемость, в том числе одометрические испытания насыщенных образцов.

## Оборудование

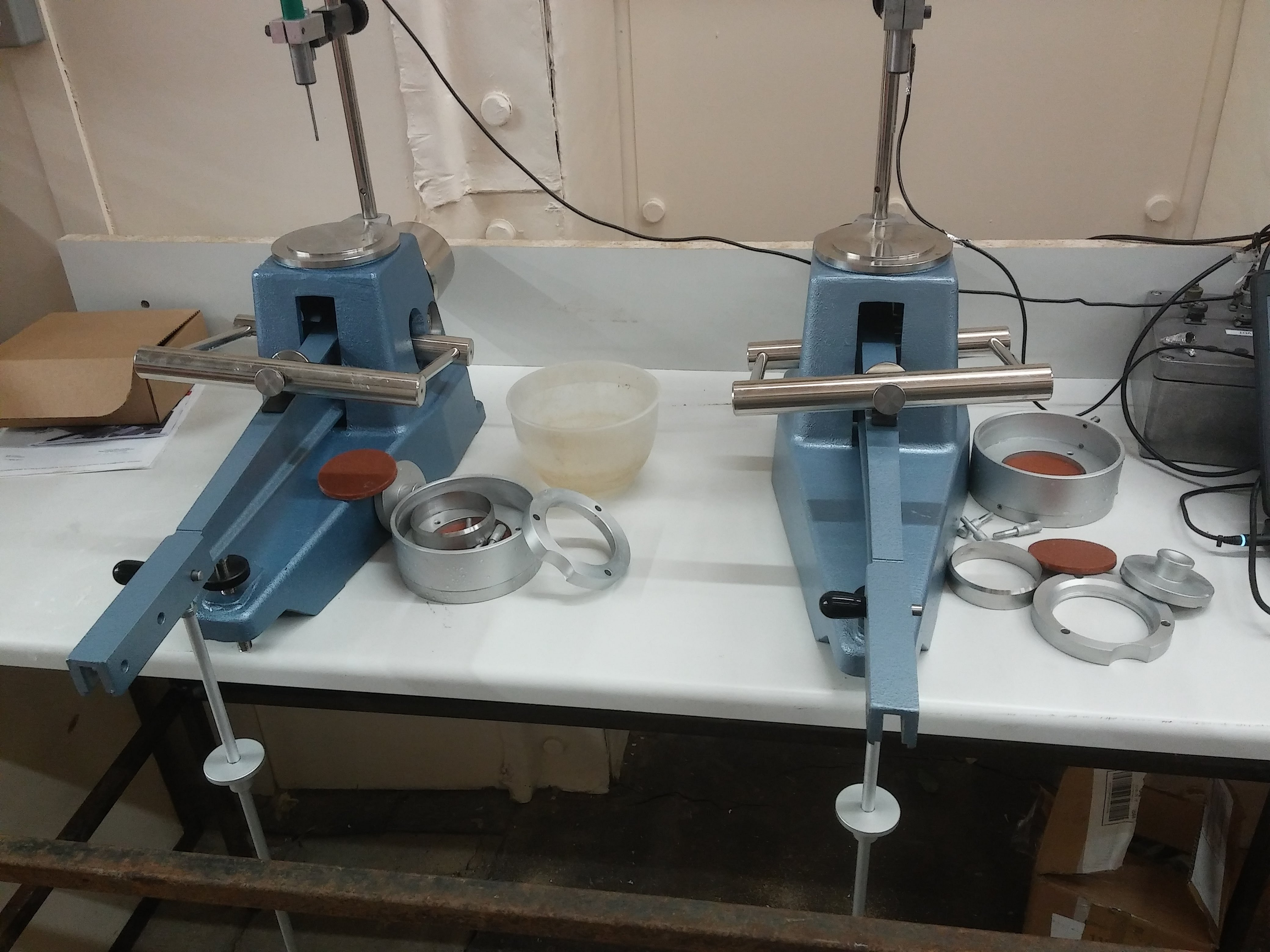
Два разобранных одометра в Кембриджском университете.

Одометр в основном состоит из трех компонентов: «консолидационной ячейки» для удержания образца почвы, механизма приложения известного давления к образцу и инструмента для измерения изменений толщины образца.
Оборудование, необходимое для проведения теста одометра, иногда называют «набором для проверки одометра». Типичный перечень одометрической лаборатории включает:
- 1 х скамья
- 3 х одометра
- 3 ячейки, 50 мм, 63,5 мм или 75 мм
- 3 циферблатных индикатора, аналоговые или цифровые
- 1 х набор веса

Ячейка консолидации — это часть одометра, которая удерживает образец почвы во время испытания. В центре ячейки консолидации находится кольцо для образцов, в котором удерживается образец грунта. Кольцо для образцов обычно имеет форму печенья с острым краем на одной стороне, поэтому кольцо можно использовать для вырезания образца почвы из более крупного блока естественной почвы. Два куска пористого камня, которые плотно прилегают к кольцу для образца, обеспечивают дренаж воды в образец почвы, механически удерживая его. Все эти компоненты помещаются в больший цилиндр, который имеет канавки для обеспечения выравнивания компонентов и обеспечивает подачу воды и отвод воды во внешнюю сантехнику. Жесткий нагрузочный колпачок устанавливается поверх образца грунта для приложения сжимающих нагрузок к грунту.
Нагрузочный механизм одометра прикладывает к образцу грунта известную сжимающую нагрузку и, следовательно, известное сжимающее напряжение, поскольку диаметр фиксирован. Большинство одометров достигают этого с помощью плеча рычага и набора грузов: свободные веса обеспечивают известную гравитационную нагрузку, а плечо рычага умножает и передает нагрузку на образец почвы.

### Порядок испытаний согласно ГОСТ 12248-2010

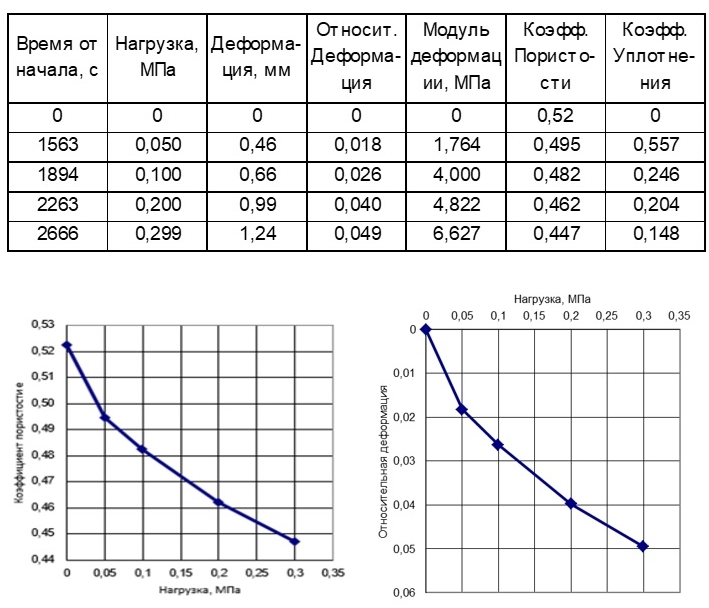
Результаты компрессионных испытаний.

Нагружение образца проводят ступенями нагрузки равномерно. При испытании глинистых и органо-минеральных грунтов ненарушенного сложения для определения их структурной прочности на сжатие  первую и последующие ступени давления принимают равными 0,0025 МПа до момента начала сжатия образца. Начало сжатия следует считать при относительной вертикальной деформации образца  0,005. При дальнейшем нагружении за очередную ступень давления принимают ближайшее большее значение по 5.4.4.2 ГОСТ 12248-2010 
После окончания испытания необходимо удалить воду сверху образца и из поддона, опустить арретир, снять нагрузку, взвесить рабочее кольцо с грунтом, определить влажность и массу сухого грунта
Испытание проводят при постоянном заданном давлении. Условия дренирования образца (одностороннее или двухстороннее) должны быть заданы в программе испытаний. Заданное давление на образец передают сразу. Деформации образца регистрируют через промежутки времени, указанные в 5.4.4.4 ГОСТ 12248-2010. В процессе испытания строят кривую консолидации в координатах относительная деформация - корень квадратный из времени или используют логарифмическую шкалу. При этом для определения   регистрацию деформаций необходимо продолжать до установления линейного участка вторичной консолидации.
Согдасно ASTM D2435/D2435M-11 одометрические испытания при возрастающей нагрузке проводят при ступенях нагрузки 0.25, 0.50, 1, 2, 4, 8 kg/cm2. Высота образца составляет 19 см., диаметр 7 см. Окончательная нагрузка составляет 308 кг.

## Процедуры тестирования

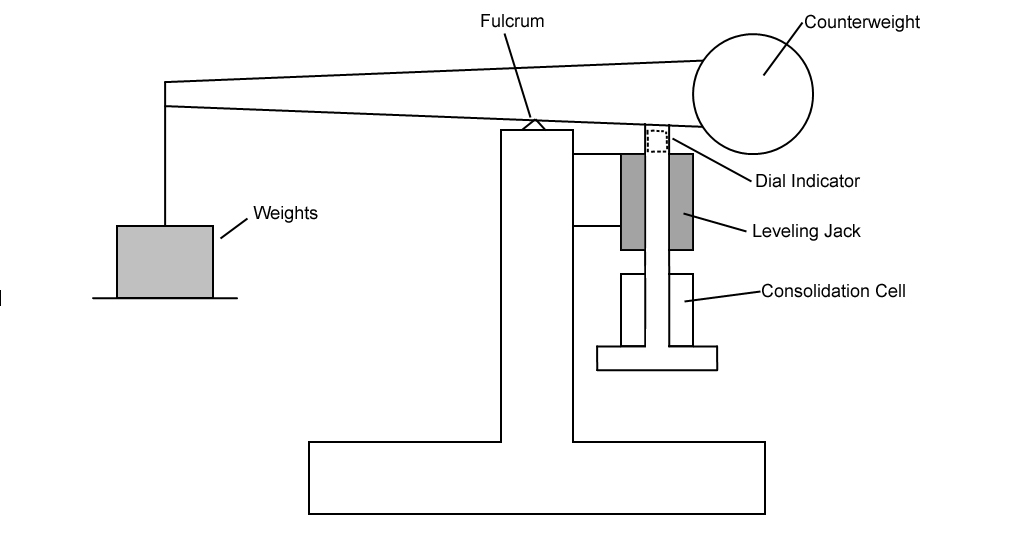
Схематический чертеж рамы с постепенным нагружением, разработанный Аланом Бишопом.

Существует множество тестов одометра, которые используются для измерения свойств консолидации. Наиболее распространенным типом является тест с инкрементальной нагрузкой (IL).
Испытания проводят на образцах, приготовленных из ненарушенных образцов. Жесткое ограничивающее кольцо с острым краем используется для вырезания образца почвы непосредственно из большего куска почвы. Избыток почвы аккуратно срезают, оставляя образец с отношением диаметра к высоте 3 или более. Пористые камни помещаются сверху и снизу образца для обеспечения дренажа. Затем поверх верхнего пористого камня помещается жесткая загрузочная крышка. Для образцов насыщенного грунта важно полностью погрузить кольцо для образцов в воду, чтобы предотвратить высыхание образца.
Затем эта сборка помещается в загрузочную раму. На раму помещаются грузы, возлагающие нагрузку на почву. Сжатие образца измеряется во времени с помощью циферблатного индикатора. Наблюдая за изменением значения отклонения во времени, можно определить, когда образец достиг конца первичной консолидации. Затем на почву сразу же помещается другой груз, и этот процесс повторяется. После приложения значительной общей нагрузки нагрузку на образец постепенно уменьшают. Использование коэффициента приращения нагрузки 1/2 обеспечивает достаточное количество точек данных для описания взаимосвязи между коэффициентом пустотности и эффективным напряжением для грунта.

## Результаты (получаемые параметры).

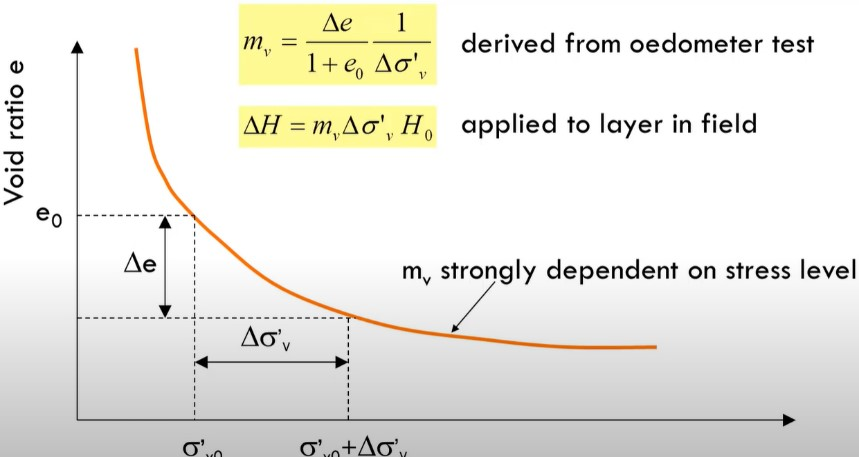
Коэффициент относительной сжимаемости. Относительное изменение коэффициeнта пористости пропорционально изменению нагрузки (для малых интервалов нагрузок). С увеличением нагрузки уменьшаеться.

Тангенс угла наклона касательной компрессионной кривой называется коэффициентом сжимаемости {\displaystyle m_{0}={\frac {\Delta e}{\Delta \sigma _{v}^{'}}}}, MPa{\displaystyle ^{-1}}. Если {\displaystyle m_{0}}<0,005 грунт малосжимаемый, 0,005<{\displaystyle m_{0}}<0,05 среднесжимаемый, 0,05<{\displaystyle m_{0}} грунт сильносжимаемый.
Коэффициент относительной сжимаемости {\displaystyle m_{v}={\frac {\Delta e}{1+e_{0}}}{\frac {1}{\Delta \sigma _{v}^{'}}}} определяемый посредством Одометрического теста, используется для расчета осадки здания {\displaystyle \Delta H=m_{v}{\sigma _{v}^{'}}H_{0}} (см. рисунок). 

### Свойства консолидации
- Давление предварительного уплотнения σ' p[20]
  - Эффективное напряжение, которое отмечает границу между жесткой и мягкой деформационной реакцией грунта на нагрузку.
  - Обычно указывает на высокие нагрузки в прошлом от ледников или эрозионных слоев.
- Индекс рекомпрессии C R = Δ e /Δlogσ' v[21]
  - Как грунт изменит объём (осядет) при нагрузках меньше, чем давление предварительного уплотнения
  - Может использоваться для приблизительного набухания из-за разгрузки
- Индекс сжатия (индекс компрессии) C C = Δ e /Δlogσ' v[21]
  - Как грунт изменит объём (осядет) при нагрузках, превышающих давление предварительного уплотнения
- Продолжительность первичной консолидации t p[22]
- Индекс вторичного сжатия C α = Δ e /Δlog t[22]
  - Как грунт изменит объём (осядет) под постоянной нагрузкой